# Happy Birthday to You
«Happy Birthday to You» (с англ. — «С днём рождения тебя») — песня, исполняющаяся как приветственное поздравление с днём рождения. Песня переведена на многие языки, хотя часто исполняется на английском языке даже в тех странах, где английский не является основным языком. Книга рекордов Гиннесса называет «Happy Birthday to You» самой известной песней на английском языке, после которой идёт For He’s a Jolly Good Fellow («Он — весёлый парень»).
По традиции, песню «Happy Birthday to You» поют гости на праздновании дня рождения, приветствуя именинника. Зачастую это сопровождается вручением торта с зажжёнными свечами.

## Текст и мелодия
Happy birthday to you,
Happy birthday to you,
Happy birthday, dear John
Happy birthday to you.

## История создания

Партитура песни «Good-Morning to All»

Мелодия «Happy Birthday to You» происходит от песни «Good Morning to All» (Доброе утро всем). Считается, что мелодию до 1893 года сочинили сёстры Пэтти и Милдред Хилл.
Пэтти Хилл работала в детском саду в Луисвилле, разрабатывала различные методы обучения. Её сестра Милдред была пианисткой и композитором. Оригинальная их версия «Good Morning to All» сочинялась как песня, которую дети могли бы легко петь. В 1893 году сёстры опубликовали мелодию в своём сборнике песен для детского сада. Есть предположения, что мелодия и текст был заимствован из подобных песен девятнадцатого века — «Happy Greetings to All», «Good Night to You All» (1858 год), «A Happy New Year to All» (1875 год), «A Happy Greeting to All» (1885 год). Американский профессор права Роберт Брайнес (англ. Robert Brauneis) оспаривает такие предположения, отмечая, что эти ранние песни имели совершенно иные мелодии.
Но авторство сестёр Хилл иногда оспаривается. В своей книге «Freedom of Expression» Кембрю Маклауд привёл аргументы против авторских прав на текст песни «Good Morning to All» и мелодию: практически вся мелодия уже существовала до этой версии, а текст сочинили вместе 5—6‑летние дети, учившиеся у сестёр Хилл.
Полный текст «Happy Birthday to You» впервые встречается в печати как последние четыре строки стихотворения «День рождения Роя» (англ. Roy's Birthday), опубликованной в книге A Primer of Work and Play (1901 год, автор D. C. Heath) без указания, что это слова песни. Вариант мелодии и текста «Happy Birthday To You» впервые напечатан в 1911 году, но, вероятно, существовал и раньше. В 1924 году, Роберт Коулман (англ. Robert Coleman) включил «Good Morning to All» как второй куплет песни-поздравления с днём рождения. Коулман также опубликовал «Happy Birthday to You» в сборнике «The American Hymnal» в 1933 году.

## Известные исполнители
Одно из самых известных исполнений «Happy Birthday to You» было сделано для президента США Джона Ф. Кеннеди в мае 1962 года (Happy Birthday, Mr. President). Мэрилин Монро спела её столь чувственно, что в прессе тут же начали ходить слухи о том, что между ней и президентом происходит роман.
Заметным исполнителем был комедийный пианист Виктор Борге, который играл песню в стилях различных композиторов, например начинал играть Лунную сонату, плавно переходя в песню.
В 2010 году индийский дирижёр классической музыки Зубин Мета дирижировал оркестром, исполнявшим вариации на тему «Happy Birthday to You» в стилях различных композиторов, включая Вагнера, Баха, Моцарта, Бетховена, в венском, новоорлеанском и венгерском стилях.
5 августа 2013 года мелодия «Happy Birthday to You» прозвучала на Марсе — инженеры НАСА из Центра космических полётов Годдарда запрограммировали марсоход Curiosity ежегодно праздновать свой «день рождения» (годовщину посадки) исполнением мелодии в виде специально сформированной серии вибраций одного из бортовых приборов (Sample Analysis at Mars).

## Проблемы использования песни в кино
По данным сайта Internet Movie Database, песня «Happy Birthday to You» использовалась почти в 150 фильмах. Но в сотнях фильмов в сценах дней рождения песня не звучит. Перед тем как песня была защищена авторским правом, её свободно использовали: например, в мультфильме «Bosko’s Party» (Warner Brothers, 1932) хор животных поёт её дважды.
В 1987 году вышел документальный фильм Eyes on the Prize о движении за гражданские права чернокожих в США, в котором была сцена празднования дня рождения, на которой разочарованный Мартин Лютер Кинг начинал своё движение. После первой демонстрации на протяжении многих лет фильм не могли продавать или транслировать из-за стоимости возмещения авторских прав, составной частью которых было исполнение в фильме «Happy Birthday to You». Лишь учреждённые в 2005 году гранты для авторских вознаграждений позволили в феврале 2008 года показать фильм на телеканале PBS.
В документальном фильме «Корпорация» (2003) утверждалось, что Warner/Chappell Music взимает до 10 000 долларов за появление песни в любом фильме. Из-за вопроса авторского права, рекламисты, сценаристы, менеджеры ресторанных сетей, режиссёры редко использовали полный вариант «Happy Birthday to You». Например, в фильмах исполняли только начало или конец, либо избегали песни, либо заменяли её на «For He’s a Jolly Good Fellow». В фильмах начали откровенно обыгрывать необходимость оплаты лицензии. На проблему авторских прав «Happy Birthday to You» напрямую указывали в 2009 году в эпизоде «iMake Sam Girlier» комедийного сериала «АйКарли», в которой начинают петь песню, но один из героев говорит, что песня не в общественном достоянии, и вместо неё исполняют For He's a Jolly Good Fellow. Проблема авторского права на песню обыгрывается в телесериале «Высший класс», где персонажи неоднократно пытаются петь песню, но останавливаются другими героями напоминанием о цене исполнения. Мелодия песни первоначально звучала в мультфильме «Неправильные штаны», но была заменена на «For He’s a Jolly Good Fellow» для DVD-релиза. Проблемы возникали даже при исполнении песни на вымышленных языках. Из первоначального варианта эпизода «Параллели» 7-го сезона сериала «Звёздный путь: Следующее поколение» исполняемую по-клингонски песню заменили на клингонский же вариант «For He’s a Jolly Good Fellow».
В 2014 году ведущий вечернего ток-шоу Стивен Колберт пожелал песне счастливого дня рождения и спел первую строчку, но на экраны вывели сообщение о технических неполадках. «Простите, друзья, нельзя спеть „Happy Birthday to You“, даже чтобы поздравить с днем рождения песню „Happy Birthday to You“ в её день рождения», — пояснил Колберт. В ноябре 2015 года в эпизоде «Мустанг Буллит» телесериала «Голубая кровь» во время празднования 40-летия Эрин Рейган (Бриджит Мойнахан) семья начинает петь «Happy Birthday to You», но их трижды останавливает отставной комиссар полиции Генри Рейган (Лен Кару). На вопрос, почему он запрещает петь, Генри отвечает: «Не можете, если не хотите платить компании, которая владеет правами». Комиссар Фрэнк Рейган (Том Селлек) подтверждает: «В соответствии с законодательством об интеллектуальной собственности вы не можете петь „Happy Birthday to You“, если не заплатили гонорар компании, которая владела авторскими правами, иначе вы нарушаете закон». Линда Рэйган (Эми Карлсон) говорит: «Хорошо, но люди пели „Happy Birthday to You“ всегда бесплатно».

## Споры вокруг авторских прав
Ни одна из ранних публикаций «Happy Birthday to You» не включала оговорки об авторских правах. В 1935 году Summy Company зарегистрировала авторские права на фортепианную аранжировку мелодии «Good Morning to All», указав как автора мелодии Preston Ware Orem и автора слов Mrs. R. R. Forman. Это послужило правовой основой для утверждения, что Summy Company юридически зарегистрировала авторские права на принцип песни. После нескольких реорганизаций, в 1988 году за 25 млн долларов компанию приобрела Warner/Chappell Music, которая оценила авторские права на «Happy Birthday to You» в 5 млн долларов. На основании регистрации 1935 года компания Warner заявила, что в США авторские права на песню истекают лишь в 2030 году, и исполнения песни в кино, на телевидении, радио, в любом публичном месте, для любой группы, где значительное число присутствующих не являются семьёй или друзьями, являются незаконными без выплаты роялти в пользу Warner. В Европейском союзе авторские права на песню были установлены до 31 декабря 2016 года (70 лет после смерти автора — Пэтти Хилл умерла в 1946 году). В Канаде и других странах, где время действия авторских прав включает жизнь автора плюс 50 лет, авторские права истекли в 1985 году. В 2008 году Warner собирала в виде роялти за песню около 5 тыс. долларов в день (2 млн долларов в год).
Роберт Брайнес после изучения истории песни в 2010 году пришёл к выводу, что «почти наверняка она больше не защищена авторским правом». Компания Good Morning To You Productions Corp. снимала документальный фильм о песне. Под угрозой крупного штрафа она была вынуждена заплатить Warner 1,5 тысячи долларов авторских отчислений. В 2013 году Good Morning To You Productions Corp., опираясь на исследования Роберта Брайнеса, подала в суд на Warner/Chappell Music за ложные утверждения об авторских правах на песню, стремясь не только возвратить свои деньги, но и все гонорары, выплаченные другими режиссёрами с 2009 года.
В ходе разбирательств, в июле 2015 года суду предоставили достаточно чёткую копию публикации 1922 года, которая включала «Happy Birthday to You». У публикации есть оговорка: «Опубликовано по специальному разрешению, любезно предоставленного „The Clayton F Summy Co.“» (англ. Special permission through courtesy of The Clayton F Summy Co.). Поскольку музыка и слова песни были опубликованы без уведомления об авторских правах, то уже в то время «Happy Birthday to You» находилась в открытом доступе. Warner/Chappell Music оспаривала доказательства, утверждая, что не было необходимых разрешений от владельца авторских прав, а значит слова и ноты «Happy Birthday to You» всё равно будут предметом авторского права.
В конце сентября 2015 года суд Лос-Анджелеса постановил, что компании Warner/Chappell Music принадлежат авторские права на фортепианную аранжировку, но не на текст песни или её мелодию. Вопрос о том, считать ли публикации 1922 и 1927 годов переводом песни в общественное достояние, суд предложил выяснять в ходе отдельного судебного разбирательства. Некоторые СМИ интерпретировали решение суда как объявление произведения находящимся в общественном достоянии. Но решение не содержит такой формулировки, констатируется лишь, что Warner/Chappell Music не доказали наличие у них авторских прав. Тем не менее, раз нет никаких других претендентов на авторские права и авторские права на мелодию давно истекли, истцы полагали, что песня находится в общественном достоянии. В июне 2016 года суд окончательно утвердил соглашение об урегулировании этого спора. Песня юридически стала достоянием общественности, а Warner/Chappell Music обязалась выплатить 14 млн долларов компенсации тем, с кого компания ранее взимала сборы за воспроизведение композиции.